# 황해도
황해도(黃海道)는 1417년부터 1954년까지 존속한 한반도의 중서부에 있던 도(道)로, 1954년 이후로는 황해남도와 황해북도로 분리되었다. 면적은 1945년 당시 16,743.66km2였으며, 도청(道廳)은 해주시 중동(中洞)에 두고 있었다.

## 자연 환경

### 위치
한반도 중서부에 위치하며 서한만과 경기만 사이에 돌출한 반도부와 동체부로 되어 있는데, 경위도는 동경 124도 34분 ~ 126도 59분, 북위 37도 36분 ~ 39도 6분에 해당된다.

### 지질
황주·사리원·신원리 이동은 상원계(祥原系), 반도부 해안과 곡산 지방은 조선계, 반도의 기부에서 도의 남부 연백지방에 걸쳐서는 화강편마암과 화강암이 각각 발달하여 있다.

### 지형
고조선계에 속하는 대단층 산맥이 동서로 3줄기, 남북으로 4줄기가 거의 직교(直交)하여 지형이 매우 복잡하다. 즉 동서 방향으로는 멸악·수양(首陽)·조일령(朝日嶺) 등 산맥이 뻗어 있는데 특히 멸악산맥은 본도의 중추로서 본도를 남북으로 가르는 중요한 산맥이다. 또 남북 방향으로는 구월(九月)·자모(慈母)·육장현(六將峴)·마식령(馬息嶺) 등 산맥이 뻗어 지형은 대체로 동·서부가 높고 중앙이 낮다.주요 하천은 예성강(禮成江)과 재령강(載寧江)인데 유역에는 연백평야와 재령평야를 이루었으며 우리나라 굴지의 산미지대이다. 해안선의 총연장은 1,618km인데 웅진반도 이남은 특히 리아스식 해안이다. 연안은 조석의 차가 크고 수심이 얕아 간석지가 널리 발달하여 해안선에 비해 양항이 적고 부근에는 대소 130여 개의 도서가 산재하여 있다.

### 기후
해안 지방은 황해 해류의 영향으로 비교적 온화하고 내륙으로 들어갈수록 기온의 교차가 커진다. 해안 지대의 연평균 기온은 10 ~ 11도인데 내륙 지방은 9 ~ 10도가 되고 연교차는 전자가 29 ~ 31도인데 비해 후자는 34도 이상이 되는 곳도 있다. 강수량은 평균 900mm 정도로서 소우지대에 속한다.

## 어원
- 서해도 (西海道) : 서해와 맞닿아 있다고 하여 지어진 도명(道名). 고려시대에 널리 통용되었다.
- 황해도 (黃海道) : 조선시대의 8도 중 하나로서, 황주(黃州)와 해주(海州)의 두자(頭字)를 따서 만든 도칭(道稱). 바다 이름인 황해와 한자가 같으며 실제로 황해를 끼고 있지만, 도의 명칭과는 무관하다. 이는 조선시대와 대한제국, 국권피탈기에도 그 이름이 유지되었다.
- 황연도 (黃延道) : 광해군 8년(1616년)에 일어난 해주 옥사 사건으로 인해 해주목이 벽성현으로 강등되면서, 해주 대신 연안도호부를 따서 만들어진 이름이다. 인조 1년(1623년)에 벽성현이 다시 해주목이 되면서 황연도도 다시 황해도가 되었다.
- 해서 (海西) : 해서는 황해도의 해주의 첫 글자를 따고, 고려의 수도인 송도(松都) 서쪽에 있었으므로 정해진 이름이다.

## 역사

### 고대
황해도 북부는 고조선의 영역이었고 남부 일대는 진번(眞蕃)이라는 소국이었던 것으로 추측된다.
고구려가 멸망하자 당나라가 설치한 안동도호부에 예속되었다가, 676년에 신라 문무왕이 이 지역을 점령하였다. 685년 신문왕이 행정구역을 9주 5소경제로 개편하면서 한주(漢州)에 귀속되었다. 발해의 건립 이후에는 그 지역이 발해와의 전선이자 국경이 되었다. 그러나 신라가 삼분되자, 후고구려의 영토로 편입되었다.

### 고려
고려 성종 14년(995년), 고려의 전 영토를 십도(十道)로 구획(區劃)하면서 황해도 지역과 현재의 경기도 일부를 관내도(關內道)로 삼았다. 그 이름은 추후에 5도 양계가 성립되면서 서해도(西海道)로 개명되었다.
1269년(원종 10년) 서북면 병마사의 기관(記官)인 최탄(崔坦) 등이 난을 일으켜 서경을 비롯한 북계(北界)의 54성과 자비령(慈悲嶺) 이북 서해도(西海道)의 6성을 들어 원나라에 투항하였다.

### 조선
조선 시대의 초반인 태조 4년(1395년)에 서해도의 이름이 풍해도(豊海道)가 되었다가, 태종 18년(1417년)에 황해도(黃海道)가 되어, 조선 팔도 가운데 하나가 되었고, 해주에 감영(監營, 당금의 도청)을 두고 감찰사(監察使, 당금의 도지사)를 파견하여 그 지역을 통할하게 했다. 광해군(光海君)은 황해도를 황연도(黃延道)로 개칭하였으나 다시 환원하였다.
1895년 제2차 갑오개혁에 따라 전국을 23부제로 나누면서 해주부와 개성부에 속해 있다가, 1896년(고종 건양 원년)에 13도(道) 가운데 하나가 되어 일제강점기까지 계속되었다.

### 현대
1945년 8월 15일 건국준비위원회의 건국 준비 과정에서 겸이포읍을 송림시로, 사리원읍을 사리원시로 승격하였다. 대한민국은 이북5도위원회 행정구역에서 이를 인정하고 있으나 소비에트 민정청에서는 이것이 인정되지 않았으며 1940년대 말에 북측의 별도의 행정구역 개편을 통해 결국 송림시와 사리원시로 승격되었다.
1945년 38선 획정 이후에는 옹진반도(甕津半島)와 연백군(延白郡) 일부등의 지역을 제외하고는 조선민주주의인민공화국의 점령 하에 놓이게 되었다. 미군정은 38도선 이남의 황해도를 경기도에 편입하였다.
1953년 휴전선이 확립되며 한반도가 분단된 이후에 황해도의 일부 도서(서해 5도)를 제외한 나머지 지역이 북한의 점령지가 된다. 서해 5도 이북의 일부 도서 또한 대한민국이 점령하고 있었으나, 조선민주주의인민공화국에 인계하게 되었다. 1954년 황해남북도로 나뉘어 지금에 이르고 있다. 경기도 개성시, 개풍군 등을 개성직할시로 편성되었다가 황해북도에 편입되었다.
한편, 대한민국에 귀속되었던 황해도의 일부 도서는 그대로 경기도 옹진군의 관할 지역으로 유지되었고, 1995년에 이르러서 인천광역시에 편입되어 현재에 이르고 있다.

## 지리
광복 당시의 황해도는, 북쪽은 평안남도, 동쪽은 함경남도와 강원도, 남쪽은 경기도와 접했으며, 황해도는 북동동에서 남서서 방향의 멸악산맥(滅惡山脈)이 중앙으로 달리는 까닭에, 이 산맥에 의해 남북으로 다시 지역구분이 된다. 
멸악산맥 이북 지역은 황주, 사리원, 봉산, 재령, 안악, 신천, 서흥등이 해당하고 생활 문화가 평안도에 가깝다. 주로 대동강과 대동강의 지류인 재령강과 그 지류들이 흐른다.
멸악산맥 이남 지역은 해주, 옹진, 연안, 배천, 청단, 벽성, 강령등이 해당하고 생활 문화가 경기도와 비교적 가까우나 경기도와 달리 중국, 동남아 등지에서 쓰이는 고수 문화를 가지고 있고 명절에는 대신 만두를 올린다. 주로 예성강이 흐른다.
멸악산맥과 아호비령산맥 사이의 곡산, 신계, 수안, 신평은 생활 문화에서 강원도와 비교적 가깝다. 대동강의 지류와 예성강의 지류 모두 흐른다.
멸악산맥은 대체로 9월 평균 18℃의 등온선과 일치하므로 이남의 황남지역은 경기 지방과 같이 중생종(中生種)이 재배되지만, 북쪽의 황평지역은 조생종(早生種)이 재배된다. 
북쪽에는 재령평야(載寧平野), 남쪽에는 연백평야(延白平野)라는 두 개의 큰 평야가 있다.

## 행정 구역

### 조선
《경국대전》에서 황해도의 관할로 2목 4도호부 7군 11현을 규정하고 있으며, 《속대전》에서는 황주 목사가 황해도 관찰사를 겸임한다고 규정하였다.
| 수령과 그 품계                | 경국대전 (1484) | 대전통편 (1785)  | 대전회통 (1865) |
| ----------------------------- | --------------- | ---------------- | --------------- |
| 목: 목사(牧使), 정3품         | 2:              | 2:               | 2:              |
| 부: 도호부사(都護府使), 종3품 | 4:              | 7:               | 6:              |
| 군: 군수(郡守), 종4품         | 7:              | 7:               | 7:              |
| 현: 현령(縣令), 종5품         | 4:              | 2:               | 2:              |
| 현: 현감(縣監), 종6품         | 7:              | 5:               | 6:              |
| 비고                          |                 | 우봉+강음 → 금천 |                 |

### 1945년 광복 당시의 행정 구역
아래 행정 구역은 1945년 광복 당시의 행정 구역이다.
- 해주시 (海州市)
- 벽성군 (碧城郡)
- 연백군 (延白郡)
- 장연군 (長淵郡)
- 은률군 (殷栗郡)
- 송화군 (松禾郡)
- 신천군 (信川郡)
- 봉산군 (鳳山郡)
- 재령군 (載寧郡)
- 금천군 (金川郡)
- 서흥군 (瑞興郡)
- 신계군 (新溪郡)
- 평산군 (平山郡)
- 황주군 (黃州郡)
- 안악군 (安岳郡)
- 수안군 (遂安郡)
- 곡산군 (谷山郡)
- 옹진군 (甕津郡): 1945년까지 1읍 10면(옹진읍·부민면·용연면·봉구면·흥미면·동남면·북면·서면·용천면·교정면·가천면)을 관할하다가, 1945년 8월 15일 해방에 따른 남북 분단의 고착으로 휴전선 이북인 교정면과 가천면은 조선민주주의인민공화국에서, 이남인 옹진읍, 부민면, 용연면, 봉구면, 흥미면, 동남면, 북면, 서면, 용천면은 대한민국(경기도 옹진군)에서 관할하게 되었다. (이후의 역사에 대해서는 인천광역시 옹진군 및 황해남도 옹진군을 참조)

## 인구와 사람들
- 1944년 - 201만 4931명
  - 해주시 82,217명, 사리원읍 42,967명, 겸이포읍 53,072명
- 2008년 - 442만 4157명(휴전선 이북 경기도 포함).
- 황해도를 본관으로 하는 한국의 성씨로 평산 신씨, 해주 오씨, 문화 류씨, 해주 최씨, 연안 차씨, 연안 이씨, 풍천 임씨, 연안 김씨 등이 있다.

## 산업
예로부터 하천과 연해를 통한 무역으로 상업을 하여 왔으며, 연철(鉛鐵)·면화·미곡의 생산과 더불어 어업 및 제염업에도 힘써왔으나, 도내에는 재령평야·연백평야를 비롯하여 크고 작은 평지가 곳곳에 잘 발달하여 농업이 주를 이루었다.

### 농업
평야가 많아 경지율이 약 34%로 전국에서 제일 높으며, 특히 연백·신천·재령·안악 등의 평야지방에서는 50 ~ 60%에 이른다. 경지면적은 약 60만ha로서 전국의 약 14%를 차지하며, 농가 1호당 경지면적도 2.4ha에 달하여 전국에서 1위였다. 연백미·재령미는 품질이 우수하여 예로부터 왕실의 공어미(貢御米)로 쓰여왔고, 특히 재령미는 북률무사미(北栗無砂米)로 유명하였다.
재령평야는 원래 갈밭으로 덮인 저습지였으나 1920년대에 이르러 재령강의 곡류(曲流)를 바로잡고 배수와 관개에 노력하여 옥답으로 바꾸었는데, 재령강상류의 안녕저수지(安寧貯水池)와 서흥강 상류의 재신저수지는 관개용 대저수지이다. 연백평야는 해안지방을 제외하면 저평하지 않다. 그래서 종래에는 밭으로 많이 이용되었으나, 멸악산 남쪽 산록에 연해저수지·황해저수지를 구축하고 해안에 대규모 제방을 쌓아 간척사업을 벌인 결과 논의 면적이 크게 중가하였다.
주요 전작물은 조·기장·수수·콩·팥·밀 등이다. 기후관계로 2모작이 불가능하기 때문에 토지를 효율적으로 이용하기 위하여 3종류의 작물을 2년에 3번갈아 수확하는 2년3작농법이 채용되고 있으며, 혼작·간작 등의 경종법(耕種法)도 전역에 보편화되었다. 특용작물로는 면화·대마·인삼·담배 등이 많이 재배된다. 풍토가 면화재배에 적합하여 평안남도와 더불어 재래면의 2대 산지였는데, 1940년대에 들어와 완전히 육지면으로 바뀌었다.
이밖에도 대마와 담배는 동북부에서 재배되며, 인삼은 금천·서흥 지방에서 많이 재배된다. 과일로는 사과·배·복숭아·밤 등이 많이 재배된다. 황주지방은 일조량이 많고 구릉지는 배수가 양호하여 사과재배에 알맞다. 황주사과는 국내는 물론 만주·동남아시아에 이르기까지 명성이 높았는데, 이후 재배지역은 황주를 중심으로 하여 봉산·평산·은율·송화 등지로 확산되었다.
동북부 산간지방은 양잠업이 성하여 가내공업으로 이루어지는 명주의 소산지이다. 축산업도 활발하며 북부 산간지역은 소사육지로 유명하여 광복 전에는 연간 약 2만 마리를 일본 등지로 수출하였다.

### 수산업
서쪽과 남쪽이 바다로 둘러싸이고 1,600여 km의 해안선을 가지고 있으며, 연해의 수심이 얕고 난류와 한류가 교차하므로 양식과 어업에 알맞다. 대표적인 수산물 어종은 조기로서, 연평도 근해는 우리나라 최대의 조기어장이다. 성어기에는 전국에서 수천 척의 어선들이 운집하여 파시(波市)를 이루며 대부분이 경인지방으로 공급되는데, 연간어획량은 7,000여 톤으로 전국에서 가장 많았다. 이밖에도 새우·갈치·민어·해삼 등이 많이 잡히고, 용호도(龍湖島)를 중심으로 한 옹진반도 연안에서는 김양식이 성하다. 또한, 연안지방에서는 간척에 의한 대규모의 염전이 조성되어 있다.

### 광업
각종 유용광물의 부존이 많으며 주요 광물은 금·은·철·석탄·텅스텐·형석·아연·규사·중정석·석면·붕광(硼鑛)·각종 희유 원소광 등이다.
금은 수안홀동(隧安忽洞)·수안·옹진 등 광산이 유명하다. 철광은 하성(下聖：재령군)을 최대 광산으로 하고, 재령(載寧)·은룡(銀龍, 재령군)·은율(殷栗)·송림(松林, 황주군) 등 광산이 있고, 갈탄은 사리원 탄전에서, 텅스텐은 단연 타도의 추종을 불허하며, 곡산군의 기주·백년 광산에서 많이 산출된다. 형석은 물개(物開)：평산군)·은적(銀積：재령군)·하성 등 광산에서, 중정석은 은적·은율·안악 등 광산에서, 석면은 평산·신계 등 각지에서, 규사는 순위도·몽금포·구미포 등 해안에 많이 있다. 아연광은 은적광산에서, 희유원소(稀有元素)광은 적암(積岩：평산군)·소연평도·홀동·해월 등지에서 난다.

### 공업
풍부한 농산자원·지하자원·노동력 등의 호조건을 갖추었으나 교통의 불비로 부진한 상태에 놓여 있다. 공업 중심지는 첫째, 해주 중심의 중화학과 식품공업 지역이다. 즉 화약·시멘트·도자기·조선·제련·제철·제지·양조·정비·제분공업 등이고, 다음은 사리원을 중심한 식료품·섬유공업과 요업지역이다. 즉 조면·제사 제분·시멘트 등 공업이다. 셋째 지역은 송림 중심의 중공업지역이다. 즉, 제철·제강·인조비료·코오크스 등 공업이며, 기타 지방에는 농산 가공의 제사(서홍)·양조·정미업 등의 소규모 공장이 산재해 있을 따름이다.

## 교통
주요 종단 국도는 철도 경의선을 따라 도의 중앙부를 종관하는 선과 금천·신계·곡산·평남 양덕방면으로 북상하는 도의 동부선이 있으며, 남천에서 신계·수안·평양 방면으로 통하는 선과 해주에서 재령·남포 방면으로 가는 선이 중요하다.
횡단 국도로는 옹진에서 해주·연안·토성에 달하는 선과, 장연에서 해주·남천에 달하는 선이 중요하다.
철도는 1905년에 개통된 경의선의 경의가도와 병행하여 부설됨에 따라 신막·사리원 등의 신흥교통취락이 성립되었으며, 그뒤에 부설된 사리원 장연간의 사장선(沙長線), 사리원 해주간의 토해선(土海線), 해주 옹진간의 해옹선(海甕線, 일명 黃海線) 등은 산업지대를 관통하고 있다.
예성강·재령강의 수운교통은 철도가 개통됨에 따라 쇠퇴하였으나 그 이전에는 물자수송에 지대한 구실을 하였다. 예성강 연안의 하항(河港)은 벽란도·조포·한포 등이며, 재령강 연안의 하항은 상해포·해창·신환포 등이다. 특히 재령강은 재령평야의 풍부한 농산물과 철광석의 수송에 큰 몫을 담당하였다. 해상교통은 고려시대에 중국·일본 등지와의 연락로로 많이 이용되었으며 근대적인 개항장은 해주뿐이다. 이 밖에도 겸이포·나진포·구미포 등의 양항이 있다.

## 관광
황해금강(黃海金剛)이라 일컫는 장수산, 곡산군 선암에서 평남 양덕까지의 해서금강, 서흥군 귀진사(歸眞寺) 부근의 소금강, 평산군의 태백산성, 해서의 웅악(雄岳) 수양산, 단군 전설이 깃든 한국 4대 명산의 하나인 구월산, 역사가 서린 정방산(正方山)의 기경(奇景), 백사 청송(白砂靑松)의 장산곶과 구미포·몽금포 해수욕장, 배천·연안·평산·신천·삼천·달천·안악·송화 지방의 온천군(溫泉群) 등의 명승지와 대방태수 장무이묘, 봉산 휴류산성, 당토성, 황주 유물 포사탑 등의 고적이 있다. 또한 심원사 보광전, 성불사 극락전, 응진전, 광조사 진철대사 보월승공탑비, 학림사 오층석탑 등 많은 보물이 있어 관광자원이 풍부하다.

## 같이 보기
- 황해도 (일제강점기)